# Pseudostygarctus rugosus
Espèce
Pseudostygarctus rugosus est une espèce de tardigrades de la famille des Stygarctidae. 

## Distribution
Cette espèce est endémique des Pouilles en Italie. Elle a été découverte à San Domino dans les îles Tremiti dans des grottes sous-marines de la mer Adriatique.

## Publication originale
- D’Addabbo Gallo, Grimaldi de Zio & Sandulli, 2001 : Heterotardigrada of Two Submarine Cavesin S. Domino Island (Tremiti Islands) in the Mediterranean Sea with the Description of Two New Species of Stygarctidae. Zoologischer Anzeiger, vol. 240, no 3/4, p. 361–369.